# Donna Jean Godchaux
Pour les articles homonymes, voir Godchaux.
Donna Jean (Thatcher) Godchaux Mackay, née le 22 août 1947 à Sheffield en Alabama, est une chanteuse américaine connue pour sa participation au groupe de Rock Grateful Dead.

## Biographie
Dès l'âge de 15 ans, elle avait travaillé comme chanteuse de studio à Muscle Shoals .Elle a travaillé avec Elvis Presley, Aretha Franklin et Otis Redding. Elle participe à l'enregistrement When a Man Loves a Woman de Percy Sledge qui a été  No.1 du classement "pop and R&B" au printemps 1966.
Elle a rencontré Keith Godchaux  et ils se sont mariés en 1970. 
Le couple s'est présenté à Jerry Garcia lors d'un concert en octobre 1971 et a rejoint le  Grateful Dead peu après, restant un membre jusqu'en février 1979.[réf. nécessaire]
Donna Jean a participé comme chanteuse et choral dans le groupe. Pendant leur participation aux Grateful Dead, le couple a réalisé l'album  Keith and Donna en 1975 avec Jerry Garcia. Ils ont aussi participé  au Jerry García Band.
Après leur départ du Grateful Dead, le couple a formé  le groupe The Heart of Gold Band. Donna Godchaux n'a joué avec aucun membre de Grateful Dead jusqu'à la mort de Jerry Garcia en 1995.
Après la mort de son mari en 1980,  Donna Jean s'est tourné vers la religion.Donna Jean s'est marié avec le bassiste Dave Mackay et le couple s'est installé à Florence en  Alabama pour travailler au Muscle Shoals Sound Studios.
Donna Jean a été inscrite au Rock and Roll Hall of Fame en 1994 avec les 11 autres membres  du Dead.
Donna Jean est remontée sur scène, après s'être joint à Jeff Mattson (ancien "Phil Lesh and Friends"), "Zen Tricksters" et à Mookie Siegel (David Nelson Band, Phil Lesh and Friends, "Ratdog") pour former "Kettle Joe's Psychedelic Swamp Revue", actuellement "Donna Jean and the Tricksters". Elle est parfois invitée par les groupes "Bob Weir and Ratdog", "Zero and Steve Kimock" et "Dark Star Orchestra".

## Discographie
- Keith and Donna Godchaux – Keith and Donna Godchaux – 1975
- Playing in the Heart of Gold Band – The Ghosts – 1984
- The Heart of Gold Band – The Heart of Gold Band – 1986
- Donna Jean – The Donna Jean Band – 1998
- At the Table – The Heart of Gold Band – 2004
- Donna Jean & the Tricksters – Donna Jean & the Tricksters – 2008